# پونتیس
پونتیس (به فرانسوی: Pontis) یک کمون در فرانسه است که در پروانس-آلپ-کوت_دازور واقع شده‌است. پونتیس ۱۴٫۱۱ کیلومتر مربع مساحت دارد.